# 2M1207
2M1207 è una nana bruna localizzata nella costellazione del Centauro a 211 anni luce dalla Terra. Attorno ad essa orbita un oggetto di massa planetaria, denominato 2M1207 b, uno dei primi ad esser stati direttamente osservati, e il primo scoperto in orbita attorno ad una nana bruna. È probabilmente un membro dell'associazione TW Hydrae.

## Caratteristiche
2M1207 fu scoperta durante la survey infrarossa 2MASS (da qui l'iniziale 2M del nome, seguita da un'abbreviazione delle sue coordinate celesti) verso la fine del 2004. Il suo tipo spettrale M8, molto luminoso per una nana bruna, indica che è molto giovane. La sua massa è stimata in 25 MJ (0,024 M⊙).
Le prime stime sulla distanza del sistema, condotte tramite metodi fotometrici, convergevano su un valore di 70 pc; nel dicembre del 2005 l'astronomo statunitense Eric Mamajek ottenne una misura più accurata (53 ± 6 pc) utilizzando il metodo degli ammassi in movimento. Recenti misurazioni condotte tramite il metodo della parallasse hanno confermato sostanzialmente le misure di Mamajec, suggerendo una distanza di circa 52,75+1,04−1,00 pc (circa 172 ± 3 anni luce).
Come accade per le T Tauri classiche, gran parte delle nane brune sono circondate da un disco di accrescimento; 2M1207 non fa eccezione, come confermano lo spessore della linea dell'Hα, la spettroscopia ultravioletta e le osservazioni nell'infrarosso tramite il telescopio spaziale Spitzer. Il verificarsi del fenomeno dell'accrescimento determina l'emissione, dai poli della nana bruna, di getti perpendicolari al disco, scoperti anche su 2M1207 tramite il Very Large Telescope (VLT) dell'ESO;. questi getti si estendono nello spazio per circa 109 e la materia vi fluisce alla velocità di alcuni km/s.

## Sistema planetario
Segue un prospetto con le caratteristiche salienti dell'oggetto che orbita attorno alla nana bruna.
| Pianeta | Massa       | Sem. maggiore | Scoperta |
| ------- | ----------- | ------------- | -------- |
| b       | 5,5±0,5 MJ. | 40,6±1,3 au.  | 2005     |